# Interface de communication série
Pour les articles homonymes, voir SPI.
Une interface de communication série (serial communications interface - SCI) est un organe permettant des échanges de données série (un bit à la fois) entre un microprocesseur et un périphérique.

## Synchronous Serial Peripheral
Le SSP est une interface série souvent utilisée pour communiquer avec des périphériques ou des microcontrôleurs.
Les périphériques peuvent être des EEPROMs, des registres à décalages, des cartes graphiques, des convertisseurs A/D, etc. Le module SSP peut fonctionner dans un des deux modes suivants :
- Serial Peripheral Interface (SPI),
- Inter-Integrated Circuit (I²C).